# Falconina brignolii
Espèce
Falconina brignolii est une espèce d'araignées aranéomorphes de la famille des Corinnidae.

## Distribution
Cette espèce est endémique de l'État de Miranda au Venezuela,. Elle se rencontre vers Sucre. 

## Description
La femelle holotype mesure 6,504 mm.

## Systématique et taxinomie
Cette espèce a été décrite par García et Bonaldo en 2023.

## Étymologie
Cette espèce est nommée en l'honneur de Paolo Marcello Brignoli. 

## Publication originale
- García & Bonaldo, 2023 : « Taxonomic revision of the soldier spider genus Falconina Brignoli, 1985 (Araneae: Corinnidae: Corinninae). » Zootaxa, no 5343(3), p. 201-242.